# David Gieselmann
David Gieselmann (* 1972 in Köln) ist ein deutscher Dramatiker und Blogger.

## Leben
Gieselmann wuchs in Darmstadt auf. Er studierte von 1994 bis 1998 Szenisches Schreiben an der Hochschule der Künste Berlin. Noch während seines Studiums inszenierte er eigene Stücke in der freien Szene.
Während einer Residency vom Londoner Royal Court Theatre 1999 schrieb er das Stück Herr Kolpert, das im Jahr darauf dort auch in der Übersetzung von David Tushingham uraufgeführt wurde. Noch im selben Jahr folgte die deutschsprachige Erstaufführung an der Berliner Schaubühne am Lehniner Platz in einer Inszenierung von Marius von Mayenburg und Wulf Twiehaus. Herr Kolpert wurde zum Erfolgsstück, an vielen weiteren deutschsprachigen Bühnen und in Übersetzung in 25 Ländern nachgespielt.
In den Jahren darauf folgten viele weitere Theatertexte, unter anderem die Christopher-Marlowe-Adaption Edward II.: König Bube Dame von 2001, 2003 das Auftragsstück Frühstück für das Schauspiel Hannover und 2007 das Jugendstück Louis und Louisa.
2024 führte Gieselmann bei der Uraufführung seiner Komödie En woke am Theater Bielefeld zum ersten Mal seit seinen Anfangszeiten am Theater wieder selbst Regie.
2007 verfasste Gieselmann sein erstes Libretto für die Oper Onyx Hotel. Die Musik stammte von Alexander Kukelka. Die Oper wurde am Theater Erlangen uraufgeführt.
Gieselmanns Hörspiel Blauzeugen wurde 2000 an der Berliner Akademie der Künste bei der „Woche des Hörspiels“ mit dem Publikumspreis ausgezeichnet. Es folgten die Hörspiele Der Android im Jahr 2001 und 2006 Caruso duscht.
Sein Stück Über Jungs wurde 2013 auf dem Heidelberger Stückemarkt mit dem JugendStückePreis ausgezeichnet.
Gieselmann betreibt seit 2003 den Blog Popticker, auf dem er sich mit Popmusik auseinandersetzt.
Gieselmann ist Gründungsmitglied und 1. Vorsitzender des Verbandes der Theaterautor:innen. Er lebt in Hamburg.

## Theatrografie
- 1998: Die Globen – Uraufführung: Parabolica-Saal, Berlin
- 2000: Quarantäne – Staatstheater Darmstadt
- 2000: Herr Kolpert – Royal Court Theatre, London
- 2001: Edward II.: König Bube Dame – Staatstheater Darmstadt
- 2003: Frühstück – Schauspiel Hannover
- 2006: Die Plantage – Theater Magdeburg
- 2007: Onyx Hotel (Libretto) – Theater Erlangen
- 2007: Louis und Louisa – Deutsches Schauspielhaus Hamburg
- 2007: Neffe Vetter Eiffelturm – Staatstheater Saarbrücken
- 2008: Der Held der westlichen Welt – Schauspiel Essen
- 2009: Die Tauben – Schaubühne am Lehniner Platz, Berlin
- 2010: Der Wichtigtuer – Theater St. Gallen
- 2011: Falscher Hase – Theater Bielefeld
- 2012: Über Jungs – Grips-Theater
- 2013: Die Phobiker – Theater Osnabrück
- 2014: Die Oppelts haben ihr Haus verkauft – Theater Bielefeld
- 2014: Container Paris – Schauspiel Frankfurt
- 2016: Sissy Murnau – Theater Bielefeld
- 2017: Ablass – Landestheater Eisenach
- 2017: Der blaue Würfel – Theater Heidelberg
- 2019: Spin – Theater Bielefeld
- 2020: Casino – Staatstheater Wiesbaden
- 2022: Villa Alphons – Staatstheater Mainz
- 2023: Das Ministerium – Staatstheater Wiesbaden
- 2024: En woke – Theater Bielefeld

## Hörspiele
- 2000: Blauzeuge
- 2001: Der Android
- 2006: Caruso duscht